# Трачка гробница у Казанлаку
Трачка гробница у Казанлаку је засвођена гробница од цигле у облику кошнице (tholos) у близини града Казанлака у централној Бугарској. Гробница је откривена 1944. године, али је била опљачкана веч за време Антике.
Гробница је део велике трачке некрополе. Чине је узани ходник и округла одаја за сахрањивање, обоје украшени муралима који представљају трачки пар у време ритуалне погребне свечаности. Споменик датира из 4. века п. н. е.-3. века п. н. е.  и налази се на листи УНЕСКО-ве заштићене Светске баштине од 1979. Фреске су познате по изванредним коњима и нарочито по гесту растанка: пар који седи држи се за ручне зглобове у тренутку нежности. Ова слика је најбоље сачувано ремек-дело из хеленистичког периода на територији Бугарске. Фреска са гробнице била је и на бугарском новцу за 50 центи.
Гробница се налази близу старог трачког главног града Сеутополиса. Гробница је део Долине трачких владара.

## Копија гробнице
Поред оригиналне зграде, која је затворена за туристе, стоји и копија оригинала у истој величини.
- Растанак младе и младожење
- Трачки краљ и краљица